# Jean-François Abramatic
Jean-François Abramatic (né le 8 juillet 1949 à Paris) est un informaticien français qui a dirigé le GIPSI-SM90 de 1984 à 1988, et qui a présidé le World Wide Web Consortium de 1996 à 2001.

## Biographie
Après des études d'ingénieur à l'École des mines de Nancy, il obtient une bourse de recherche en 1972 au Centre d'automatique de l'École des mines de Paris à Fontainebleau, alors dirigé par Pierre Bernhard. Il devient ensuite directeur de recherches à l'INRIA. Il obtient le doctorat ès-sciences en 1980.
Les chercheurs de l'INRIA utilisaient alors des ordinateurs avec le système MULTICS. En 1983, son ami Gilles Kahn ressent fortement le besoin de reconvertir toute la communauté des informaticiens à UNIX, afin de la placer dans la norme de la recherche américaine. Une opportunité se présentait avec la SM90, une station de travail très moderne qui avait été conçue par le centre de recherches de France Télécom, le CNET. Un Groupement d'intérêt public, le GIPSI-SM90, fut créé entre l'INRIA, le CNET et Bull afin de transférer sur la plateforme SM90 des logiciels intéressants pour les chercheurs. J.-F. Abramatic fut nommé patron de ce GIP, qui dura 5 ans (1984-1988) et employa environ 35 chercheurs et ingénieurs dans les locaux de l'INRIA à Rocquencourt. Les résultats furent excellents à la fois pour les chercheurs et pour Bull qui put ainsi monter en compétence dans les technologies d'UNIX.
En 1988, J.-F. Abramatic crée GIPSI, une startup pour fabriquer et vendre des terminaux X couleur.
En 1992, il revient au sein de l'INRIA qui le met à disposition du World Wide Web Consortium (W3C) récemment créé, comme directeur du développement résidant à Boston. Il devient ensuite président du W3C de 1996 à 2001. Il continue ensuite à siéger au Comité consultatif du W3C qui compte 9 membres, et dont il avait été le fondateur.
En juin 1999, il signe un rapport intitulé Le Développement technique de l'Internet à la demande du ministre de l'Industrie français. À la même époque, il est recruté par la société ILOG comme patron de la recherche-développement.
De juillet 2009 à janvier 2014, il est directeur chez IBM où il s'occupe de développer la productivité et l'innovation. Depuis, il est revenu à l'Inria en tant que directeur de recherche.
Il a également occupé des fonctions d'administrateur dans une autre filiale de l'INRIA, O2 Technology (1993-1997), ainsi qu'à ILOG (1994-2000), à l'ICANN (1999-2000), et il a été membre du Conseil stratégique des technologies de l'information auprès du Premier ministre (2000-2003).